# Монтиевые
Монтиевые, или Монциевые (лат. Montiaceae) — семейство цветковых растений порядка Гвоздичноцветные (Caryophyllales), включающее в соответствии с системой классификации APG IV по состоянию на декабрь 2023 года 15 родов и 245 видов.

## Название
Семейство названо по типовому роду Монтия, получившему название в честь итальянского ботаника Джузеппе Монти.

## Ботаническое описание
Жизненная форма представителей семейства варьируется от травянистых растений до кустарников.
Расположение листьев — спиральное, сами листья преимущественно суккулентные.
Цветок актиноморфный. Завязь верхняя. Число тычинок равно числу лепестков, либо вдвое больше, либо их множество.

## Распространение и экология
Монциевые — космополитичное семейство, однако основное видовое разнообразие сосредоточено в Новом Свете.
В системе жизненных форм Раункиера — гемикриптофиты.

## Классификация
В современной классификации семейство введено в версии APG III с отнесением к нему родов, ранее входивших в семейство Портулаковые.

### Таксономия
- Montiaceae Raf., 1820, Ann. Gén. Sci. Phys. 5: 349

Семейство Монтиевые включается в порядок Гвоздичноцветные (Caryophyllales) последовательно входящий в клады Суперастериды → Эвдикоты → Цветковые растения. Таксономическая схема в соответствии с Системой APG IV по состоянию на декабрь 2023 года:
|  |                          |  |                                   |                          |                     |  | еще 40 семейств |          |  |           |
|  |                          |  |                                   |                          |                     |  |                 |          |  |           |
|  |                          |  |                                   | порядок Гвоздичноцветные |                     |  |                 |          |  |           |
|  |                          |  |                                   |                          |                     |  |                 |          |  | 245 видов |
|  | клада Цветковые растения |  |                                   |                          | семейство Монтиевые |  |                 | 15 родов |  |           |
|  | клада Цветковые растения |  |                                   |                          |                     |  |                 | 15 родов |  |           |
|  |                          |  | ещё 63 порядка цветковых растений |                          |                     |  |                 |          |  |           |
|  |                          |  |                                   |                          |                     |  |                 |          |  |           |

### Роды

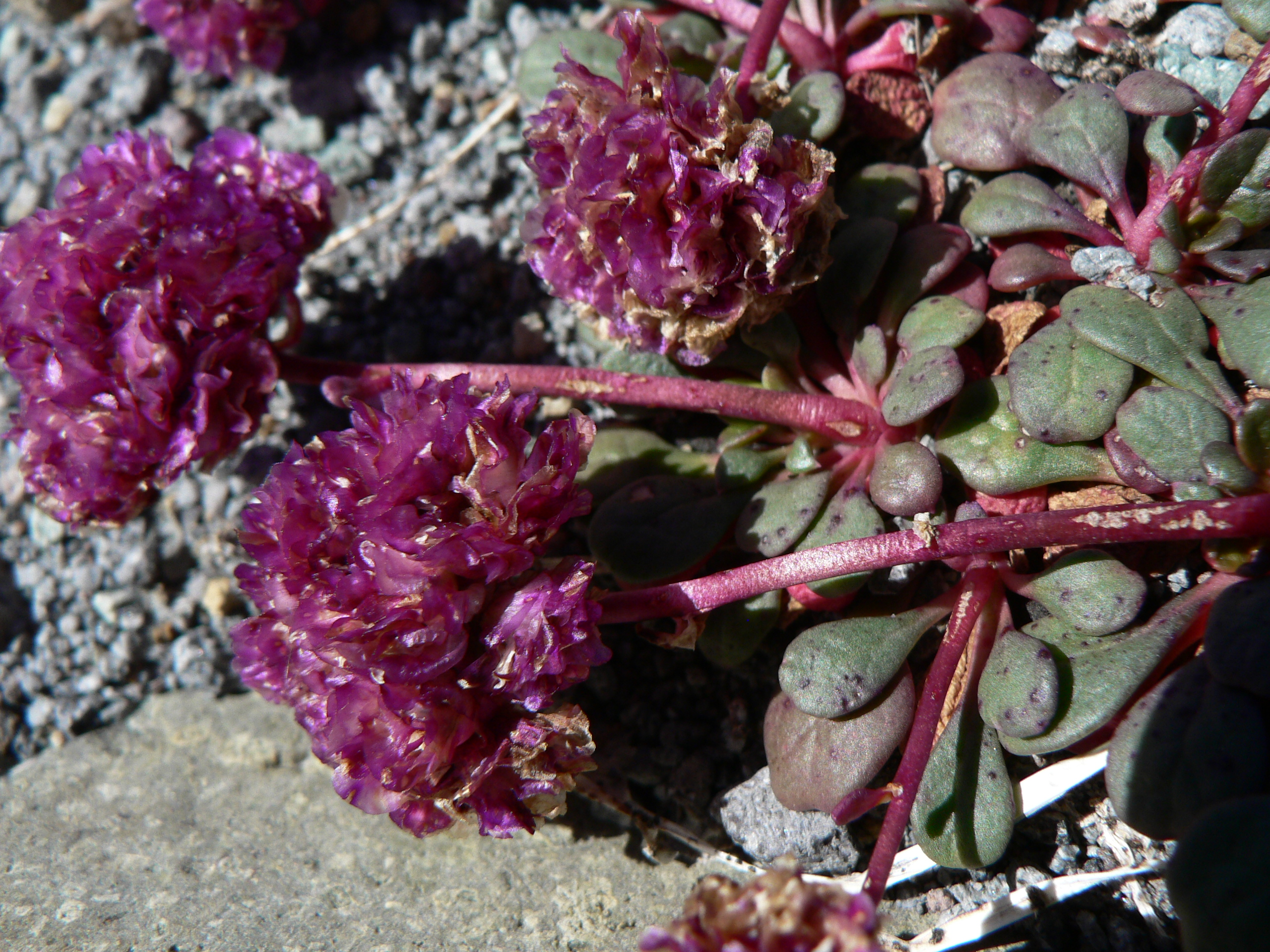
Calyptridium umbellatum

- Calandrinia Kunth
- Calyptridium Nutt.
- Cistanthe Spach
- Claytonia L. — Клейтония, или Клайтония
- Claytoniella Jurtzev
- Crunocallis Rydb.
- Erocallis Rydb.
- Hectorella Hook.f.
- Lenzia Phil.
- Lewisia Pursh — Льюисия, или Левизия
- Lyallia Hook.f.
- Montia L. — Монтия, или Монция
- Montiopsis Kuntze
- Parakeelya Hershk.
- Phemeranthus Raf.
- Schreiteria Carolin